# Interlingue
Interlingue ([interˈliŋɡwe]; ISO 639 ie, ile), prej Occidental ([oktsidenˈtaːl]), je mednarodni pomožni jezik, objavljen leta 1922. Njegov ustvarjalec Edgar de Wahl ga je zasnoval tako, da je dosegel največ slovnične pravilnosti in naravnega značaja . Besednjak temelji na že obstoječih besedah iz različnih jezikov in izpeljanem sistemu, ki uporablja priznane predpone in pripone. 